# Temporada 1946-47 de los Detroit Falcons
La Temporada 1946-47 fue la primera y única temporada de los Detroit Falcons en la BAA. La temporada regular acabó con 20 victorias y 40 derrotas, ocupando el cuarto puesto de la División Oeste, no logrando clasificarse para los playoffs.

## Temporada regular
| # | División Este       | División Este | División Este | División Este | División Este |
| # | Equipo              | G             | P             | %             | PD            |
| - | ------------------- | ------------- | ------------- | ------------- | ------------- |
| 1 | x-Chicago Stags     | 39            | 22            | .639          | –             |
| 2 | x-St. Louis Bombers | 38            | 23            | .623          | 1             |
| 3 | x-Cleveland Rebels  | 30            | 30            | .500          | 8.5           |
| 4 | Detroit Falcons     | 20            | 40            | .333          | 18.5          |
| 5 | Pittsburgh Ironmen  | 15            | 45            | .250          | 23.5          |

## Estadísticas
| Rk | Jugador        | Edad | P  | PT | MP | TC  | TCI  | %TC  | 3P | 3PI | %3P | TL  | TLI | %TL  | RO | RD | RT | AS  | RB | TAP | BP | FP  | PTS  |
| 1  | Stan Miasek    | 22   | 60 |    |    | 5.5 | 19.2 | .287 |    |     |     | 3.9 | 6.4 | .605 |    |    |    | 1.6 |    |     |    | 3.5 | 14.9 |
| 2  | John Janisch   | 26   | 60 |    |    | 4.7 | 16.4 | .288 |    |     |     | 2.2 | 3.3 | .662 |    |    |    | 0.8 |    |     |    | 2.2 | 11.6 |
| 3  | Ariel Maughan  | 23   | 59 |    |    | 3.8 | 15.7 | .241 |    |     |     | 1.4 | 1.9 | .737 |    |    |    | 1.0 |    |     |    | 3.1 | 9.0  |
| 4  | Bob Dille      | 29   | 57 |    |    | 1.9 | 9.9  | .197 |    |     |     | 1.3 | 1.9 | .667 |    |    |    | 0.7 |    |     |    | 1.6 | 5.2  |
| 5  | Tom King       | 22   | 58 |    |    | 1.7 | 7.1  | .237 |    |     |     | 1.7 | 2.8 | .631 |    |    |    | 0.6 |    |     |    | 1.8 | 5.1  |
| 6  | Harold Brown   | 23   | 54 |    |    | 1.8 | 7.1  | .248 |    |     |     | 1.4 | 2.2 | .632 |    |    |    | 0.7 |    |     |    | 2.3 | 4.9  |
| 7  | Grady Lewis    | 29   | 60 |    |    | 1.8 | 8.7  | .204 |    |     |     | 1.3 | 2.3 | .543 |    |    |    | 0.9 |    |     |    | 2.8 | 4.8  |
| 8  | Art Stolkey    | 26   | 23 |    |    | 1.6 | 7.1  | .220 |    |     |     | 1.3 | 1.9 | .682 |    |    |    | 1.7 |    |     |    | 3.1 | 4.4  |
| 9  | Milt Schoon    | 24   | 41 |    |    | 1.0 | 4.9  | .216 |    |     |     | 0.8 | 2.0 | .425 |    |    |    | 0.3 |    |     |    | 1.8 | 2.9  |
| 10 | George Pearcy  | 27   | 37 |    |    | 0.8 | 3.5  | .238 |    |     |     | 0.9 | 1.2 | .727 |    |    |    | 0.4 |    |     |    | 1.8 | 2.5  |
| 11 | Henry Pearcy   | 24   | 29 |    |    | 0.8 | 3.7  | .222 |    |     |     | 0.9 | 1.2 | .735 |    |    |    | 0.2 |    |     |    | 0.7 | 2.5  |
| 12 | Chet Aubuchon  | 30   | 30 |    |    | 0.8 | 3.0  | .253 |    |     |     | 0.6 | 1.2 | .543 |    |    |    | 0.7 |    |     |    | 1.5 | 2.2  |
| 13 | Moe Becker     | 29   | 20 |    |    | 1.0 | 5.4  | .178 |    |     |     | 0.2 | 0.5 | .300 |    |    |    | 0.8 |    |     |    | 1.7 | 2.1  |
| 14 | Howie McCarty  |      | 19 |    |    | 0.5 | 4.3  | .122 |    |     |     | 0.1 | 0.5 | .100 |    |    |    | 0.1 |    |     |    | 1.2 | 1.1  |
| 15 | Harold Johnson | 27   | 27 |    |    | 0.1 | 0.7  | .200 |    |     |     | 0.3 | 0.5 | .500 |    |    |    | 0.4 |    |     |    | 0.5 | 0.6  |

## Galardones y récords
| Jugador     | Galardón                 |
| Stan Miasek | Mejor quinteto de la BAA |